# Antoni Martinelli
Antoni Martinelli (l'Alguer, 1947) és un activista lingüístic alguerès. Ha participat en totes les iniciatives de catalanització dutes a terme per Òmnium Cultural de l'Alguer i Ateneu Alguerès, com la catalogació de les espècies botàniques i zoològiques de l'Alguer i la seva contrada, a valoració d'edificis i indrets tradicionals de la ciutat, entre ells l'ermita de l'Esperança, i a divulgar la figura del rei Pere el Cerimoniós.
El 2008 ha obtingut un dels Premis d'Actuació Cívica que atorga la Fundació Lluís Carulla per la seva fidelitat constant a la llengua catalana. El 2014 va rebre un dels Premis Josep Maria Batista i Roca que concedeix l'Institut de Projecció Exterior de la Cultura Catalana.